# Favria
 Favria  Olaszország Piemont régiójának, Torino megyének egy községe.

## Földrajza

Favria község Torino megye térképén

A vele szomszédos települések:Busano, Front, Oglianico és Rivarolo Canavese.